# Discosoma
Discosoma Rüppell & Leuckart, 1828 è un genere di esacoralli della famiglia Discosomidae.

## Biologia
Questi coralli esprimono una proteina, denominata DsRed, che ha la proprietà di emettere una fluorescenza di colore rosso e che viene utilizzata come marker in biologia molecolare.

## Tassonomia
Il genere comprende le seguenti specie:
- Discosoma album (Forskål, 1775)
- Discosoma carlgreni (Watzl, 1922)
- Discosoma dawydoffi Carlgren, 1943
- Discosoma fowleri (Fowler, 1888)
- Discosoma fungiforme (Verrill, 1869)
- Discosoma molle (Couthouy in Dana, 1846)
- Discosoma neglecta (Duchassaing & Michelotti, 1860)
- Discosoma nummiforme Rüppell & Leuckart, 1828
- Discosoma rubraoris Saville-Kent, 1893
- Discosoma unguja Carlgren, 1900
- Discosoma viridescens (Quoy & Gaimard, 1833)